# Gorsedd Cymru

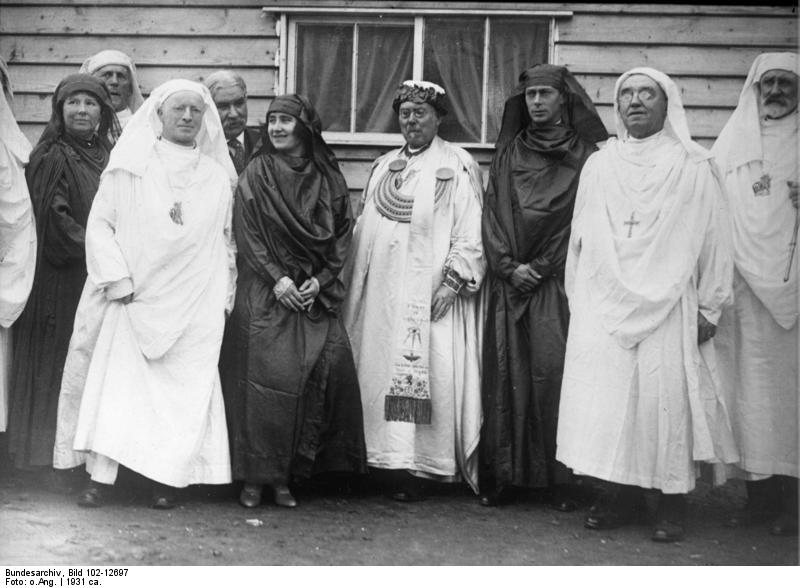
Der spätere König Georg VI. und seine Gattin Elizabeth in den Roben des Gorsedd of Bards (1931)

Der Gorsedd Cymru ([ˈɡɔːrsɛð ˈkəmrɨ]; „Thron von Wales“) ist eine walisische Bardenvereinigung. Mitglieder sind Dichter, Schriftsteller, Musiker, Künstler und andere öffentliche Personen, die einen bedeutenden oder wesentlichen Beitrag für die walisische Sprache, Literatur und Kultur geleistet haben. Ziel dieser Vereinigung von Barden ist, keltische Traditionen wiederzubeleben. Im Englischen wird die Bezeichnung Gorsedd of Bards oder auch Gorsedd of Wales verwendet. Bis 2019 nannte sich die Vereinigung Gorsedd Beirdd Ynys Prydain ([ˈɡɔːrsɛð ˈbeɪrð ˈənɪs ˈprədaɪn]; „Thron der Barden der Insel Britannien“) oder auch kurz Gorsedd Y Beirdd ([ˈɡɔːrsɛð ə ˈbeɪrð]; „Thron der Barden“). Es gibt noch weitere Gorseddau in ursprünglich britannischsprachigen keltischen Gebieten: den Gorsedh Kernow von Cornwall und den Goursez Breizh aus der Bretagne.

## Geschichte
Der Gorsedd wurde 1792 von Edward Williams als Gorsedd Beirdd Ynys Prydain gegründet. Die Gründungszeremonie fand bei Primrose Hill in London statt. Williams wollte auf mittelalterliche Bardenvereinigungen Bezug nehmen und hatte dazu Barden-Rituale entwickelt, von denen er annahm, dass sie auf den Tätigkeiten der keltischen Druiden basierten, wobei er aber auch bewusst auf christliche Rituale zurückgriff. Der Gorsedd trat nachweislich erstmals 1819 am Eisteddfod in Erscheinung. Das Eisteddfod ist ein Fest der Literatur und Musik, das auf das 12. Jahrhundert zurückgeht und im 18. Jahrhundert ebenfalls wiederbelebt wurde.

## The Mystic Mark

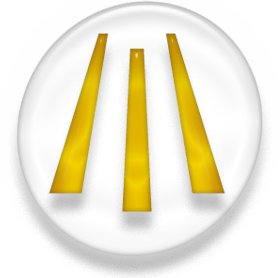
The Mystic Mark

Williams dachte sich auch das Symbol / | \ aus, das von einem Zentrum ausgehende Sonnenstrahlen darstellt und die Tugenden Liebe, Gerechtigkeit und Wahrhaftigkeit symbolisieren soll. Es wird als The Mystic Mark oder auch The Mark of the Ray of Light (Zeichen der Strahlen des Lichts) bezeichnet. Williams benützte es noch sehr wenig. 1833 war es erstmals in Proklamationen und 1850 auf Bannern des Gorsedds of Bards zu sehen. Heute wird von diesem Zeichen ausgiebig Gebrauch gemacht. Auch die Gorseddau von Cornwall und der Bretagne verwenden dieses Symbol. Im Cornwall nennt man es Awen.

## Ränge und Oberhaupt
Unter den Mitgliedern des Gorsedds of Bards gibt es drei Ränge, die historisch von den drei Graden der Freimaurerei herrühren. Dies sind in aufsteigender Reihenfolge:
- Ovaten, die grüne Roben tragen
- Barden, die blaue Roben tragen
- Druiden, die weiße Roben tragen[6]

Die Roben des Gorsedds wurden 1895 vom damals sehr bekannten Maler und Bildhauer Hubert von Herkomer entworfen und waren keltischer Druidentracht nachempfunden.
Das Oberhaupt des Gorsedds ist der Archdderwydd (Erzdruide), der für eine Frist von früher vier, heute drei Jahren gewählt wird und dafür verantwortlich ist, die Gorsedd-Zeremonien auf dem Eisteddfod-Fest zu organisieren und zu leiten. Diese Zeremonien werden abgehalten, um literarische Werke von walisischen Dichtern und Prosa-Schriftstellern auszuzeichnen. 2014 wurde mit Christine James erstmals eine Frau zum Erzdruiden gewählt.

## Zeremonien

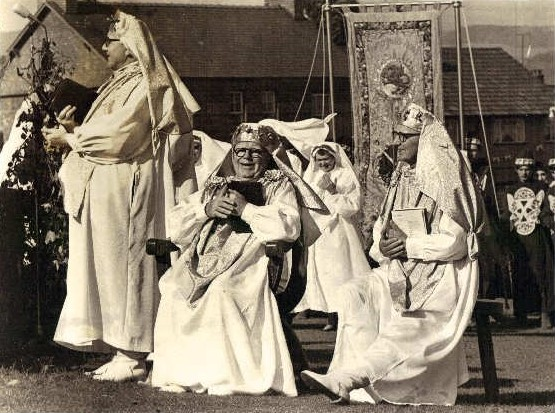
Eisteddfod 1956 mit dem Erzdruiden in der Mitte

Auf dem Eisteddfod werden drei Zeremonien abgehalten:
- Coroni: Krönung des Barden für das beste Poem im freien Maß
- Cadeirio: Einsetzung (wörtlich Bestuhlung) des Barden für das beste Gedicht
- Verleihung der Prosa-Medaille für den Sieger der Prosa-Konkurrenz

Erzdruide kann nur werden, wer als Mitglied des Gorsedds mindestens einmal gekrönter oder eingesetzter Barde war.
Während dieser Zeremonien versammeln sich der Erzdruid und die Mitglieder des Gorsedds auf der Eisteddfod-Bühne in ihren Roben. Wenn der Erzdruid die Identität des Gewinners bekannt gibt, ruft eine Trompete die Gemeinschaft und das Gorsedd Gebet wird gesungen. Der Erzdruid zieht ein Schwert dreimal aus der Scheide. Er schreit: „Ist dort Frieden?“ und die Versammelten erwidern „Frieden“. Dann wird das Horn des Überflusses dem Erzdruid von einer jungen lokalen verheirateten Frau präsentiert, die ihn nötigt, den „Wein des Willkommens“ zu trinken. Ein junges Mädchen bietet ihm einen Korb von „Blumen vom Land und Boden Wales“ an. Dazu wird ein Blumentanz aufgeführt.

## Aufnahme
Eine Person kann ein Ovate oder ein Barde werden, indem sie eine Prüfung in der walisischen Sprache besteht. Neue Druiden können nur von vorhandenen Druiden berufen werden. Öffentliche Persönlichkeiten werden gelegentlich zu Ovaten oder auch Druiden ernannt, um ihre Beiträge zur walisischen Kultur zu honorieren. In den letzten Jahren sind Rowan Williams, Erzbischof von Canterbury, der walisische Schauspieler Ioan Gruffudd und der Sänger Dafydd Iwan auf diese Weise geehrt worden. Königin Elisabeth II. war Ehrendruidin des Gorsedds. Um als Druide aufgenommen zu werden, muss eine Person mindestens einen der drei Hauptpreise, Krone, Stuhl oder Medaille, gewonnen haben.

## Bisherige Erzdruiden
- 1876–1894: David Griffiths

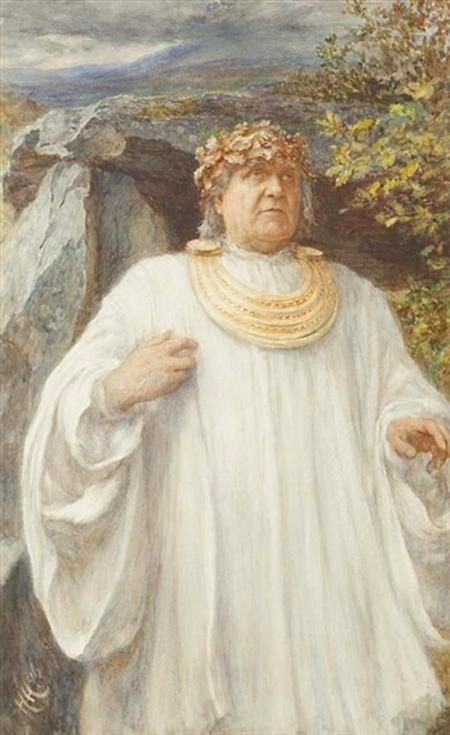
Hubert von Herkomer: Hwfa Mon – Archdruid of Wales (1896)

- 1895–1905: Rowland Williams (Hwfa Mon)
- 1905–1923: Evan Rees
- 1923–1924: John Cadvan Davies
- 1924–1928: Howell Elvet Lewis
- 1928–1932: John Owen Williams
- 1932–1936: John Jenkins
- 1936–1939: John James Williams
- 1939–1947: William Williams
- 1947–1950: William Evans
- 1950–1953: Albert Evans-Jones
- 1954–1957: John Dyfnallt Owen
- 1957–1960: William Morris
- 1960–1962: Edgar Phillips
- 1963–1966: Albert Evans-Jones
- 1966–1969: E. Gwyndaf Evans
- 1969–1972: Gwilym Tilsley
- 1972–1975: Brinley Richards
- 1975–1978: R. Bryn Williams
- 1978–1981: Geraint Bowen
- 1981–1984: James Nicholas
- 1984–1987: W. J. Gruffydd
- 1987–1990: Emrys Roberts
- 1990–1993: William George
- 1993–1996: John Gwilym Jones
- 1996–1999: Dafydd Rowlands
- 1999–2002: Meirion Evans
- 2002–2005: Robyn Léwis
- 2005–2008: Selwyn Griffith
- 2008–2009: Dic Jones
- 2010–2013: T. James Jones
- 2013–2016: Christine James
- 2016–2019: Geraint Lloyd Owen
- 2019–2024: Myrddin ap Dafydd
- Seit 2024: Mererid Hopwood